# Claudius Graf-Schelling

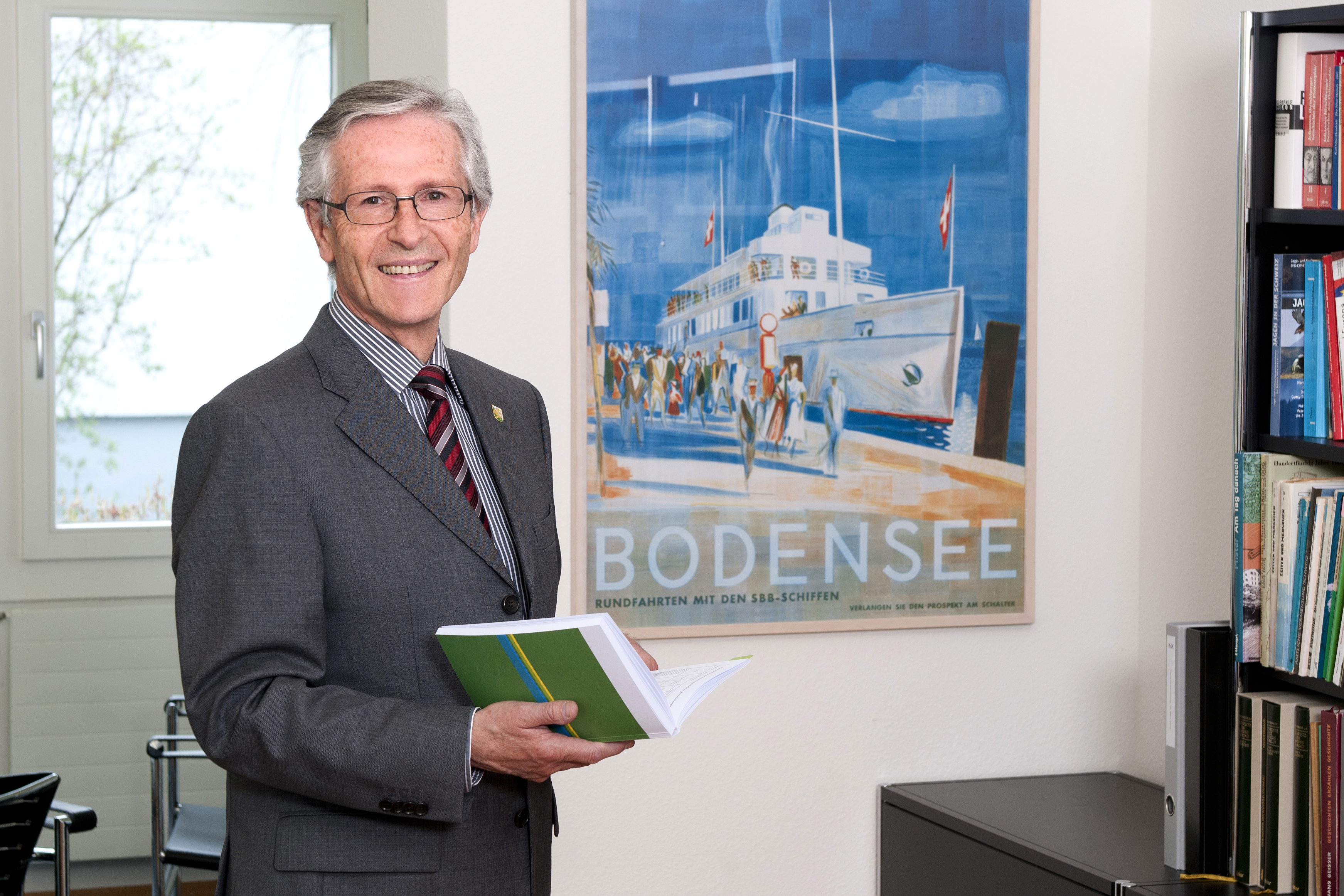
Claudius Graf-Schelling als Regierungsrat (2012)

Claudius Graf-Schelling (* 1. April 1950 in Romanshorn; † 24. November 2019 in Arbon) war ein Schweizer Politiker (SP). Er war zwischen Juni 2000 und Ende Mai 2015 Regierungsrat im Kanton Thurgau.

## Leben

### Familie
Graf-Schelling war der Sohn von Madeleine und Albert Graf-Bourquin. Er hatte einen Bruder. Seit 1975 war er mit Leoni Graf-Schelling verheiratet und hatte mit ihr drei Kinder. Er war heimatberechtigt und wohnhaft in Arbon.

### Ausbildung und Beruf
Graf-Schelling besuchte die Primar- und die Sekundarschule in Arbon. An der Kantonsschule Frauenfeld erlangte er die Maturität Typus B. Anschliessend studierte er an der Universität Zürich Rechtswissenschaften. Mit einer völkerrechtlichen Arbeit über die Hoheitsverhältnisse am Bodensee promovierte er zum doctor iuris utriusque. Ab 1978 war er in Arbon als Rechtsanwalt tätig. 1988 wurde er zum Präsidenten des Bezirksgerichts Arbon gewählt, in dieser Funktion war er bis 2000 (Wahl in die Thurgauer Regierung) tätig.

### Politische Tätigkeit
Graf-Schelling war seit 1971 Mitglied der Sozialdemokratischen Partei der Schweiz und seit 1976 im Verband des Personals Öffentlicher Dienste (VPOD) gewerkschaftlich organisiert. Von 1979 bis 1987 gehörte er der Exekutive der Stadt Arbon, der sogenannten Ortsverwaltung, an. Von 1984 bis 2000 war er Mitglied des Grossen Rates. Er präsidierte von 1994 bis zu seiner Wahl in den Regierungsrat die Sozialdemokratisch-gewerkschaftliche Fraktion. Nach dem unerwarteten Rücktritt der SP-Regierungsrätin Vreni Schawalder wählte ihn das Thurgauer Volk im Jahr 2000 in die Regierung. Er führte das Departement für Justiz und Sicherheit. In den Amtsjahren 2004/2005, 2009/2010 und 2014/15 präsidierte er jeweils den Thurgauer Regierungsrat. Ab 2002 bis zu seinem Ausscheiden aus der Regierung vertrat er den Thurgau in der Konferenz der Kantonsregierungen (KdK), dort gehörte er von 2006 bis 2010 dem Leitenden Ausschuss an. Von 2008 bis 2015 vertrat er den Kanton Thurgau in der Internationalen Bodensee-Konferenz. Im Oktober 2014 gab er seinen Rücktritt aus der Thurgauer Regierung per Ende Mai 2015 bekannt.
Im Dezember 2015 wählte ihn die Plenarversammlung der Konferenz der Kantonsregierungen in die Interkantonale Vertragskommission (IVK). Sie ist ein Instrument der NFA (Neugestaltung des Finanzausgleichs und der Aufgabenteilung zwischen Bund und Kantonen). Die Kommission ist für die Durchführung des Vermittlungsverfahrens bei Differenzen unter den Kantonen über die Anwendung gemeinsamer Verträge zuständig.

### Politische Positionen
Auf kommunaler Ebene setzte sich Graf-Schelling für ein Parlament in Arbon ein. Die auf seinen Antrag hin ausgearbeitete Vorlage scheiterte 1984 in der Volksabstimmung. Arbon war damals noch dem Gemeindedualismus entsprechend zweigliederig organisiert (Orts- und Munizipalgemeinde), weshalb die Zeit für ein Parlament noch nicht reif war.
Als Kantonsrat machte er sich für eine verbesserte Wirtschaftsförderung und für einen ausgeglichenen Finanzhaushalt stark.
Als Mitglied der Thurgauer Regierung verfolgte er während seiner 15-jährigen Tätigkeit drei Kernanliegen.

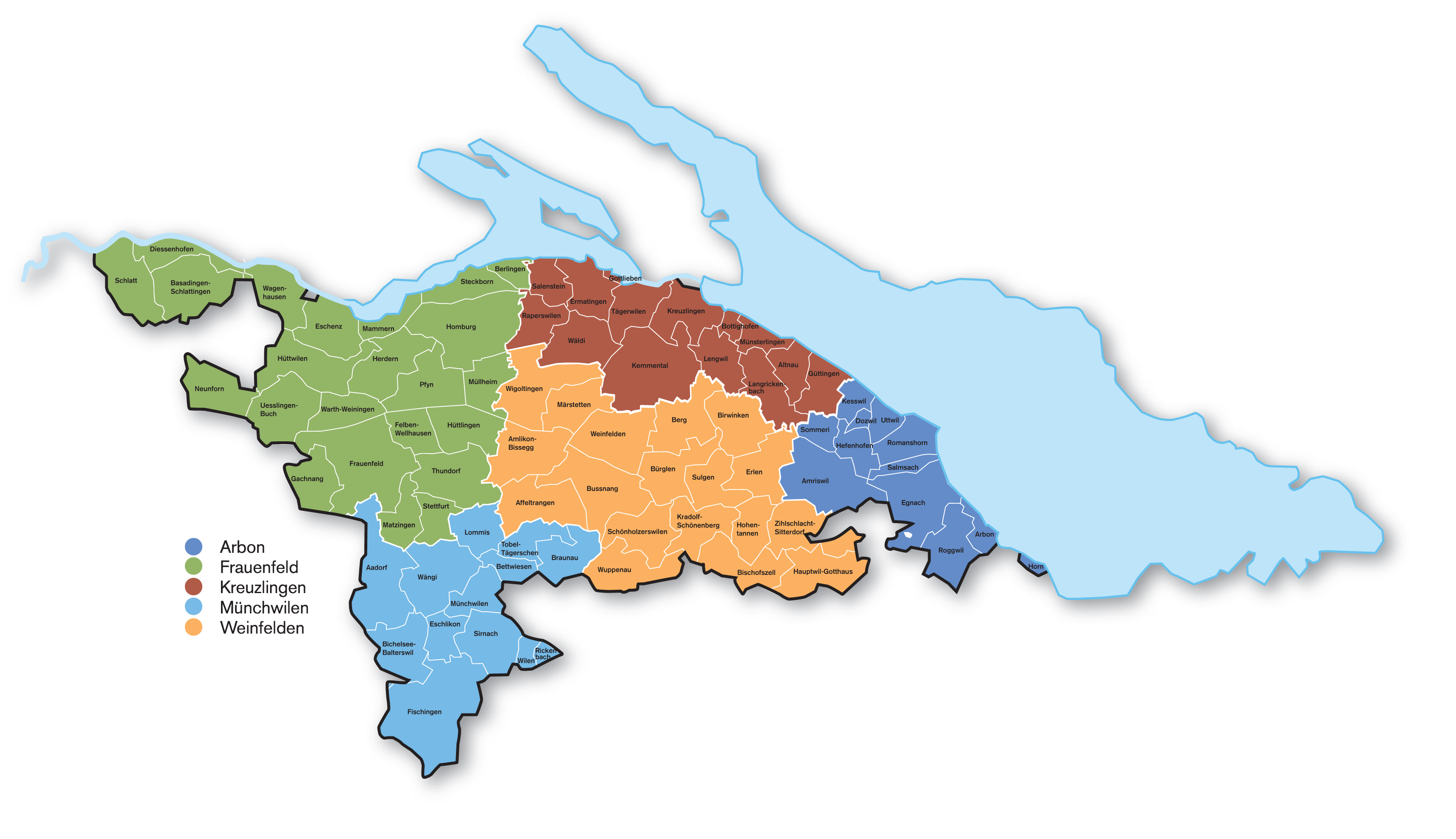
Die neuen, seit 2011 bestehenden Bezirke des Bodenseekantons Thurgau

Mit zahlreichen tiefgreifenden Reorganisationen im Departement für Justiz und Sicherheit verwesentlichte er die Institutionen, so bei der Polizei, im Zivilstandswesen, bei den Grundbuchämtern und Notariaten, bei den Friedensrichter- und Betreibungsämtern, im Bevölkerungsschutz und bei der Heim- und Pflegekinderaufsicht. Mit der neuen Bezirkseinteilung (Reduktion der Bezirke von 8 auf 5), die am 1. Januar 2011 in Kraft trat, wurde eine Ordnung abgelöst, die von Napoleon am 19. Februar 1803 an der Helvetischen Konsulta mit der Mediationsakte bestätigt wurde und seit 6. Juni 1800 (definitiver Beitritt des Bezirks Diessenhofen zum Kanton Thurgau) unverändert Bestand hatte.
Grossen Wert legte er auf die Zusammenarbeit über die Kantonsgrenzen hinaus. Von 2003 bis 2015 förderte er im Vorstand der Konferenz der kantonalen Justiz- und Polizeidirektorinnen und -direktoren die interkantonale Zusammenarbeit im Sicherheits- und Justizbereich. Als Seeanwohner lag ihm viel daran, die Bodenseeregion als Lebens-, Kultur- und Wirtschaftsraum zu erhalten und zu fördern.
Der Kanton Thurgau tat sich mit armen und unangepassten Mitmenschen sowie mit Flüchtlingen, insbesondere in der Zeit des Zweiten Weltkriegs, lange Zeit schwer. Deshalb beschäftigte sich Graf-Schelling intensiv mit der Vergangenheitsbewältigung. So entschuldigte sich der Thurgauer Regierungsrat 2011 auf seinen Antrag hin bei allen betroffenen Personen dafür, dass staatliche Behörden im Kanton Thurgau zu ihrem schweren Schicksal als Verdingung beigetragen oder deren Verdingung veranlasst haben. In der Erklärung zum Bericht zu den Vorgängen in St. Iddazell von 2014 bedauert der Regierungsrat die damalige und noch lange fortdauernde Zurückhaltung des Kantons in Sachen Heimaufsicht.
Erwähnenswert war auch sein Engagement in Sachen Mittelthurgaubahn. Nach dem kurzfristigen Rücktritt von Regierungsrat Hermann Lei (FDP) übernahm Graf-Schelling im Juni 2002 das Dossier „Mittelthurgaubahn“ aus dem Departement für Inneres und Volkswirtschaft. Er konnte das Grounding dieser Regionalbahn verhindern und ermöglichte die zeitgerechte Überführung der Mittelthurgaubahn in die Thurbo AG, die heute zu den erfolgreichsten schweizerischen Regionalbahnen zählt.

## Publikationen
- Die Hoheitsverhältnisse am Bodensee unter besonderer Berücksichtigung der Schiffahrt. (= Schweizer Studien zum internationalen Recht. Band 10). Dissertation. Zürich 1978, ISBN 3-7255-1914-5.
- Know-how zum Konkursaufschub nach Art 725a OR. In: Schweizerische Juristen-Zeitung. 95 (1999), Nr. 6, S. 109–112.
- Claudius Graf-Schelling: Zum politischen Umgang mit der Vergangenheit. In: Historischer Verein des Kantons Thurgau (Hrsg.): Unterlagen zur Jahresversammlung vom 6. Mai 2006 auf Arenenberg. Frauenfeld 2006, S. 23–27.
- Claudius Graf-Schelling, unter Mitarbeit von Sabine Schifferdecker und Bernhard Bertelmann: Roth und röter. 100 Jahre Sozialdemokratische Partei Arbon 1916–2016. Eine Chronik. Sozialdemokratische Partei Arbon, Arbon 2016, ISBN 978-3-033-05588-9
- Claudius Graf-Schelling: Wem gehört der Bodensee? In: Archäologie Schweiz, Mitteilungsblatt von "Archäologie Schweiz", Band 40 (2017), Heft 4, S. 14